# كأس بلغاريا 2002–03
كأس بلغاريا 2002–03 (بالبلغارية: Купа на България по футбол 2002/03)‏ هو موسم من كأس بلغاريا. أشرف على تنظيمه اتحاد بلغاريا لكرة القدم، وفاز فيه ليفسكي صوفيا.